# Capromys pilorides
Capromys pilorides је врста глодара из породице хутија (Capromyidae).

## Распрострањење
Ареал врсте је ограничен на једну државу. Куба је једино познато природно станиште врсте.

## Станиште
Станишта врсте су шуме, планине, мочварна подручја, полупустиње и пустиње. Врста је присутна на подручју острва Куба.

## Угроженост
Ова врста је наведена као последња брига, јер има широко распрострањење и честа је врста.